# Nagodzice
Nagodzice (deutsch: Herzogswalde) ist ein Ort in der Stadt- und Landgemeinde Międzylesie im Powiat Kłodzki der Woiwodschaft Niederschlesien in Polen. Es liegt zwei Kilometer nördlich von Międzylesie (Mittelwalde).

## Geographie
Nagodzice liegt im Süden des Glatzer Kessels im Tal an der Glatzer Neiße, westlich der Landesstraße 33 von Kłodzko (Glatz) nach Boboszów (Bobischau). Nachbarorte sind Roztoki (Schönfeld) im Norden, Gajnik (Hain) und Michałowice (Michaelsthal) im Nordosten, Goworów (Lauterbach) im Osten, Dolnik (Schönthal) im Südosten, Międzylesie im Süden und Różanka (Rosenthal) im Nordwesten.

## Geschichte
Herzogswalde wurde erstmals 1358 als „Hertwigiswald“ erwähnt. Weitere Schreibweisen waren Hertwiswald (1472), Hertwigswald (1479) und 1631 Hertzogswald.  Es gehörte zum Habelschwerdter Distrikt im Glatzer Land, mit dem es die Geschichte seiner politischen und kirchlichen Zugehörigkeit von Anfang an teilte. Es war zur Herrschaft Mittelwalde untertänig, die nach zahlreichen Besitzerwechseln nach dem Dreißigjährigen Krieg an die Grafen von Althann gelangte, in deren Besitz sie bis 1945 verblieb.
Nach dem Ersten Schlesischen Krieg 1742 und endgültig mit dem Hubertusburger Frieden 1763 fiel Herzogswalde zusammen mit der Grafschaft Glatz an Preußen. Mit dem Oktoberedikt 1807 wurde die Untertänigkeit aufgehoben. Nach der Neugliederung Preußens gehörte Herzogswalde ab 1815 zur Provinz Schlesien und war zunächst dem Landkreis Glatz eingegliedert. 1818 erfolgte die Umgliederung in den Landkreis Habelschwerdt, zu dem es bis 1945 gehörte. Seit 1874 war die Landgemeinde Herzogswalde dem Amtsbezirk Mittelwalde eingegliedert, zu dem auch die Landgemeinden Bobischau, Grenzendorf, Rothflössel, Schönau b. Mittelwalde, Schönthal, Schreibendorf und Steinbach gehörten. 1939 wurden 373 Einwohner gezählt.
Als Folge des Zweiten Weltkriegs fiel Herzogswalde 1945 wie fast ganz Schlesien an Polen und wurde in Nagodzice umbenannt. Die deutsche Bevölkerung wurde vertrieben. Die neu angesiedelten Bewohner waren teilweise Zwangsumgesiedelte aus Ostpolen, das an die Sowjetunion gefallen war. Die Einwohnerzahl ging deutlich zurück. Von 1975 bis 1998 gehörte Nagodzice zur Woiwodschaft Wałbrzych (Waldenburg).

## Sehenswürdigkeiten
- Kapelle aus dem 19. Jahrhundert